# Baumhaueria saturmae
Baumhaueria saturmae là một loài ruồi trong họ Tachinidae.